# ブレント・ステイト
ブレント・ステイト（Brent Stait、1959年9月9日 - ）は、カナダの俳優。

## 出演作品
- Xファイル The X-files (1993)
  - シーズン1第10話「堕ちた天使」
  - シーズン4
- サンクチュアリ シーズン4
- SUPERNATURAL　スーパーナチュラル シーズン6
- グランド・クロス　レボリューション
- スティーヴ・オースティン　ザ・ハンティング
- ヤング・スーパーマン シーズン9
- Lの世界 ファイナル・シーズン
- フィアー・フロム・デプス
- ブレイド　ブラッド・オブ・カソン
- SUPERNATURAL　スーパーナチュラル シーズン1
- ４４００　未知からの生還者2
- バトルスター・ギャラクティカ シーズン1
- メルトダウン
- アンドロメダ （レヴ・ベム）
- ヴァージニアン／落日の決闘
- ファースト・ウェイブシーズン2
- エイリアン・ファイル　ロズウェル事件の真相
- スターゲイト SG-1 シーズン1
- インテンシティ/緊迫
- 潜入容疑者
- 野性の呼び声
- レジデント・エイリアン～宇宙からの訪問者～（カウボーイのロイ）
- ガンファイターズ・ムーン（ウォルト・シャノン）